# Andries Kinsbergen
Andries Kinsbergen (* 25. September 1926 in Amsterdam; † 24. Juni 2016 in Antwerpen) war ein belgischer Jurist, Politiker und langjähriger Gouverneur der Provinz Antwerpen.

## Leben
Nach dem Schulbesuch studierte er Rechtswissenschaften an der Vrije Universiteit Brussel (VUB) und war nach der Promotion zum Doktor der Rechtswissenschaften von 1951 bis 1967 als Rechtsanwalt in Antwerpen tätig. Daneben war er von 1959 bis 1966 als Wissenschaftlicher Mitarbeiter an der VUB und als Dozent an der Rijkshandelshogeschool in Antwerpen tätig.
1966 nahm er einen Ruf als Professor für Rechtswissenschaften an der Rijksuniversitair Centrum Antwerpen (RUCA) an und war dort bis zu seiner Emeritierung 1991 als Hochschullehrer tätig.
Daneben wurde er 1967 zum Gouverneur der Provinz Antwerpen ernannt und übte diese Funktion 26 Jahre lang bis 1993 aus. Nach seinem Ausscheiden aus diesem Amt wurde er für seine Verdienste am 10. September 1993 mit dem Ehrentitel Staatsminister ausgezeichnet.